# グリニッジ病院
座標: 北緯51度28分56秒 西経0度00分24秒 / 北緯51.48222度 西経0.00667度
グリニッジ病院（英: Greenwich Hospital）は、1692年から1869年まで運営されていたイギリス海軍の施設。傷痍軍人に永住の場を提供し、また彼らの健康管理を行っていた。この病院の建物は後にグリニッジ王立海軍大学校の校舎となった。
この病院の運営団体は2013年現在も存在しており、かつての海軍軍人とその扶養家族のために、他の土地にシェルタード・ハウジング（高齢者や傷痍軍人向けの住宅）を提供している。

## 歴史

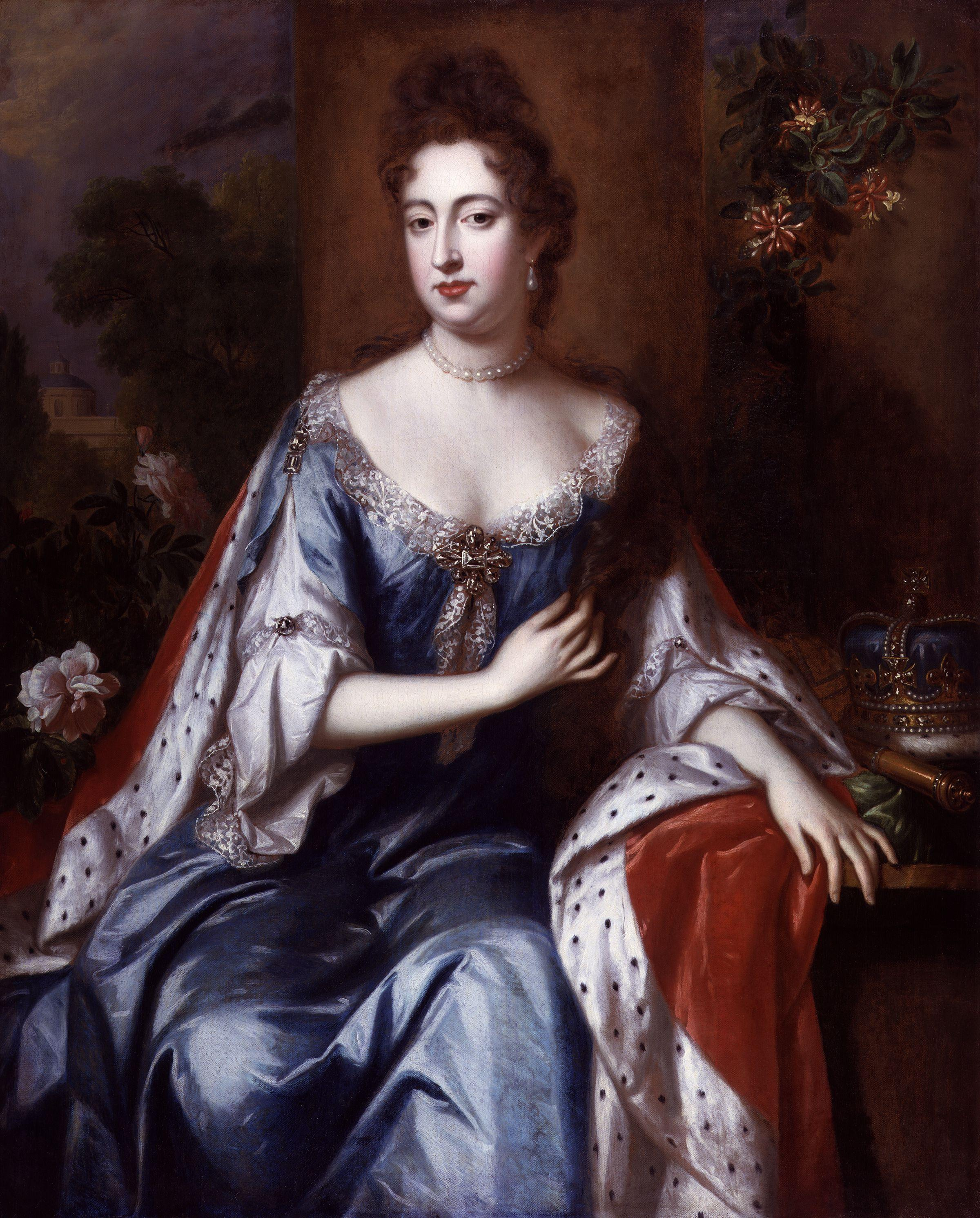
メアリー2世

グリニッジ病院はメアリー2世の命令のもとに創設された。メアリーは1692年のバルフルール岬とラ・オーグの海戦で、復員してきた負傷兵の姿に心動かされたのである。彼女は住居であるプラセンティア宮殿のキング・チャールズ・ウィングを改装してチェルシー王立病院に匹敵する大病院を造ることを思い立った。クリストファー・レンとアシスタントのニコラス・ホークスムアはこの、新しい王立病院の建築に無報酬で参加した。また、ジョン・ヴァンブラはレンの後を継いで病院の建設を完成させた。

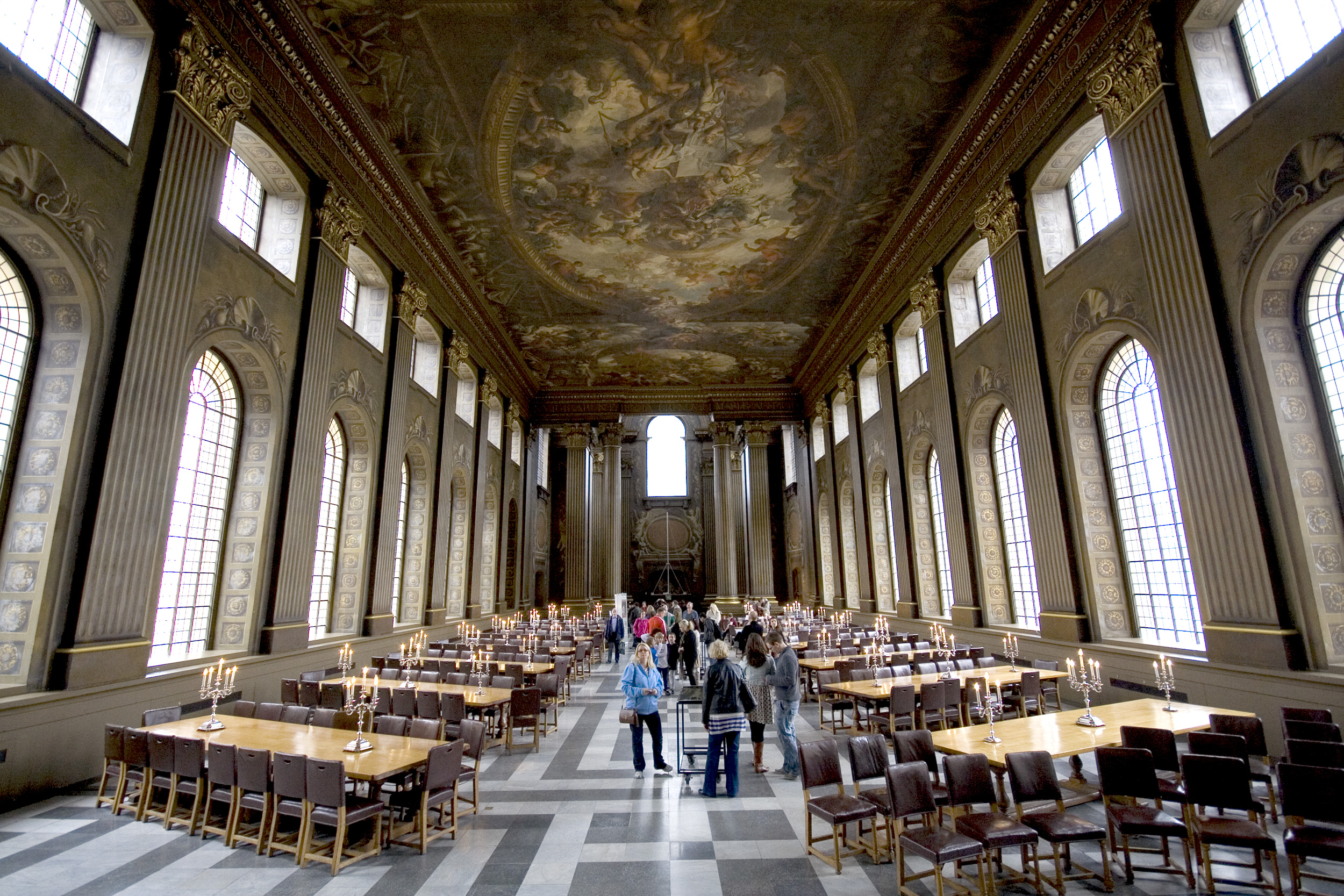
キング・チャールズ・コートの天井画

病院の建設が始まって間もないころ、最初の計画ではクイーンズ・ハウスからの眺めが、病院の建物によって遮られるという問題が浮上した。それでメアリーは建物を東西に分け、中央に中庭と通路を配置するように命じた。これにより、テムズ川からクイーンズ・ハウスまで見通せるようになった。病院は中庭を囲む4棟構成となり、南北通路と東門と西門を結ぶ東西通路によって分けられた。この西門は、グリニッジの町の中心部にあるグリニッジ市場そばに位置していた。南北通路はパレード用で、テムズ川の船着き場から中庭「グランドスクエア」を介してクイーンズ・ハウスまで左右対称のビスタを形成した。

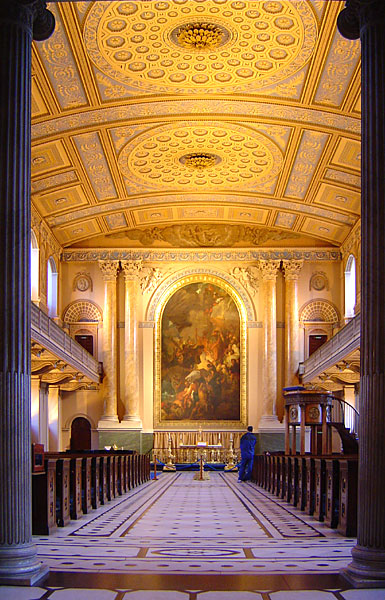
礼拝堂。火災後にステュワートにより復元された。

最初に建てられたのはキング・チャールズ・コートで、王政復古にまでさかのぼり1705年に完成した。初代総裁のウィリアム・ギフォードが就任したのは1708年だった。クイーン・メアリー・コートを含む他の主要な部分はレンとホークスモアが計画したが、レンの死後はトマス・リプリーが担当した。クイーン・アン・コートはレンとホークスムアが担当し、キング・ウイリアム・コートはレンが設計したが、建築に携わったのはホークスムアとヴァンブルーだった。これらはいずれも1742年に完成した。
クイーン・メアリー・コートには礼拝堂がある（レンが設計したが、完成したのは1742年である）。現在の外観となったのは1779年から1789年のことで、壊滅的な火災の後にジェームズ・ステュアートの設計により再建された。キング・ウィリアム・コートは、バロック美術の天井画及び壁画で有名である。これらの画はジェームズ・ソーンヒルによるもので、ウィリアム3世とメアリー2世はロワー・ホールの天井に、アン女王と夫君のカンバーランド公はアッパーホールの天井に、そしてジョージ1世はアッパーホールの北壁に、それぞれの君主に敬意を表して描かれた。この天井画のあるホールは、恩給を受けている元海員たちの食堂としては壮麗すぎるため、そういった目的ではそう頻繁に使われず、一般公開されて、旅行者が足を運ぶ場所となった。1806年1月5日、ホレーショ・ネルソンの遺体が、国葬のため、テムズ川を渡ってセントポール大聖堂に運ばれる前、グリニッジ病院の壁画のあるホールに安置された。1824年には、'National Gallery of Naval Art'（国立海事美術館）がこのホールに創設され、この美術館は1936年まで続いた。その後収集品はクイーンズ・ハウスに新しく作られた国立海事博物館と、その隣接した建物に移された。
キング・チャールズ・コートの、川に面した北東の角にはオベリスクがある。これはフィリップ・ハードウィックによって設計されたもので、北極探検をしたジョゼフ・レネ・ベロを記念したものである。北部カナダで北西航路を開拓しようと探検に出て、不成功に終わったジョン・フランクリンの遠征隊の救出に出発したのがベロであったが、このベロの試みも成功せず、探検の途中で亡くなった。
グリニッジ病院の建物には診療所もあった。ドレッドノート海員病院で、この名前は1870年にグリニッジ沖に停泊されていた病院船の名前から取られた。この診療所は熱帯病のためのものであったが、その機能は1919年に、ロンドン中心部のユーストン広場の近くにある、海員病院協会に移転し、熱帯病病院となった。ドレッドノート海員病院は1986年に閉鎖された。海員とその家族への福祉活動は、その後ランベスのセント・トーマス病院が請け負っている。
グリニッジ病院は1869年に閉鎖された。ここに埋葬されていたトラファルガーの海戦で戦った者の遺体は、1875年に病院の墓地から「イースト・グリニッジ・プレザンス」（プレザンス・パーク）に改葬された。この名前は、病院がかつてプラセンティア宮殿だったことにちなんでいる。

## 歴代院長
病院の歴代院長
- ウィリアム・ギフォード（英語版）（1708年－1714年）
- マシュー・エイルマー（英語版）（1714年－1720年）
- ジョン・ジェニングス（英語版）（1720年－1743年）
- ジョン・バルチェン（英語版）（1743年－1744年）
- アーチボルド・ハミルトン（英語版）（1746年－1754年）
- アイザック・タウンゼンド（英語版）（1754年－1765年）
- ジョージ・ブリッジズ・ロドニー（1765年－1770年）
- フランシス・ホルバーン（英語版）（1771年）
- チャールズ・ハーディ（英語版）（1771年－1780年）
- ヒュー・パリサー（英語版）（1780年－1796年）
- サミュエル・フッド（1796年－1816年）
- ジョン・コルポイズ（1816年－1821年）
- リチャード・グッドウィン・キーツ（英語版）（1821年－1834年）
- トマス・ハーディ（1834年－1839年）
- ロバート・ストップフォード（英語版）（1841年－1847年）
- チャールズ・アダム（英語版）（1847年－1853年）
- ジェームズ・ゴードン（英語版）（1853年－1869年）

## 慈善団体

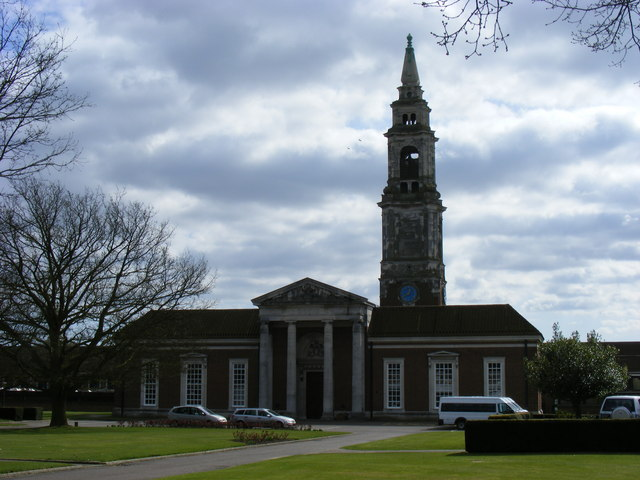
ロイヤル・ホスピタル・スクール（2009年）

グリニッジ病院の慈善基金は、病院が閉鎖された2013年現在でも存続しているが、かつて病院があった地にはもはや存在していない。慈善団体の本部はロンドン市内にある。現在は、海員とその家族へ給付金を提供する王立の慈善団体となっており、国防評議会議長である国防大臣と共に活動を続けている。活動内容は、かつての海軍在籍者へのシェルタード・ハウジングと、この団体によって建てられたロイヤル・ホスピタル・スクールへの資金の給付である。この学校はサフォーク州のホルブルックにある。

## ギャラリー

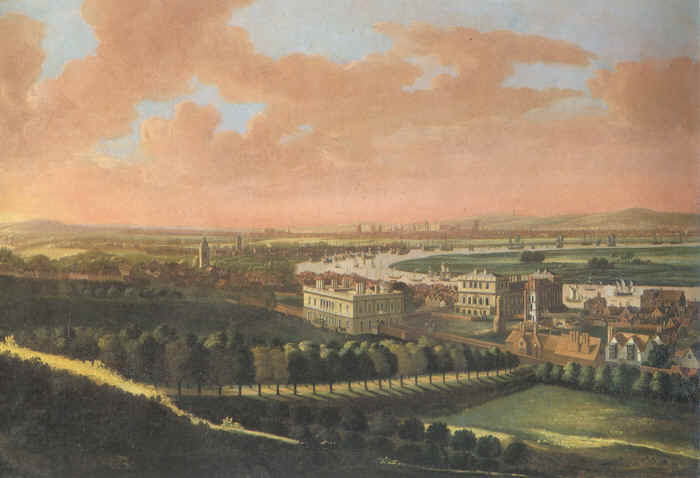
建設から間もないころのグリニッジ病院（18世紀初頭）
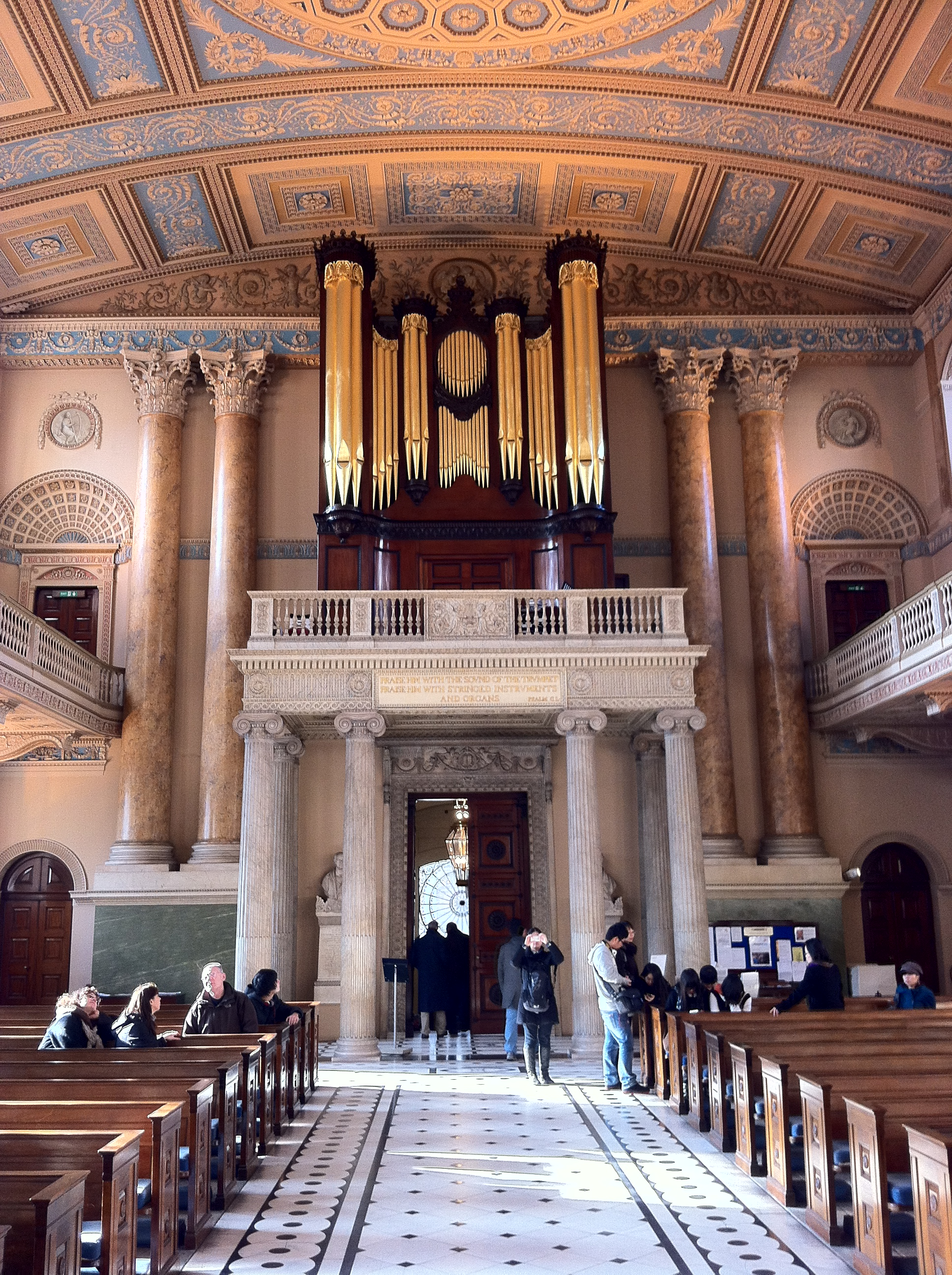
礼拝堂のオルガン
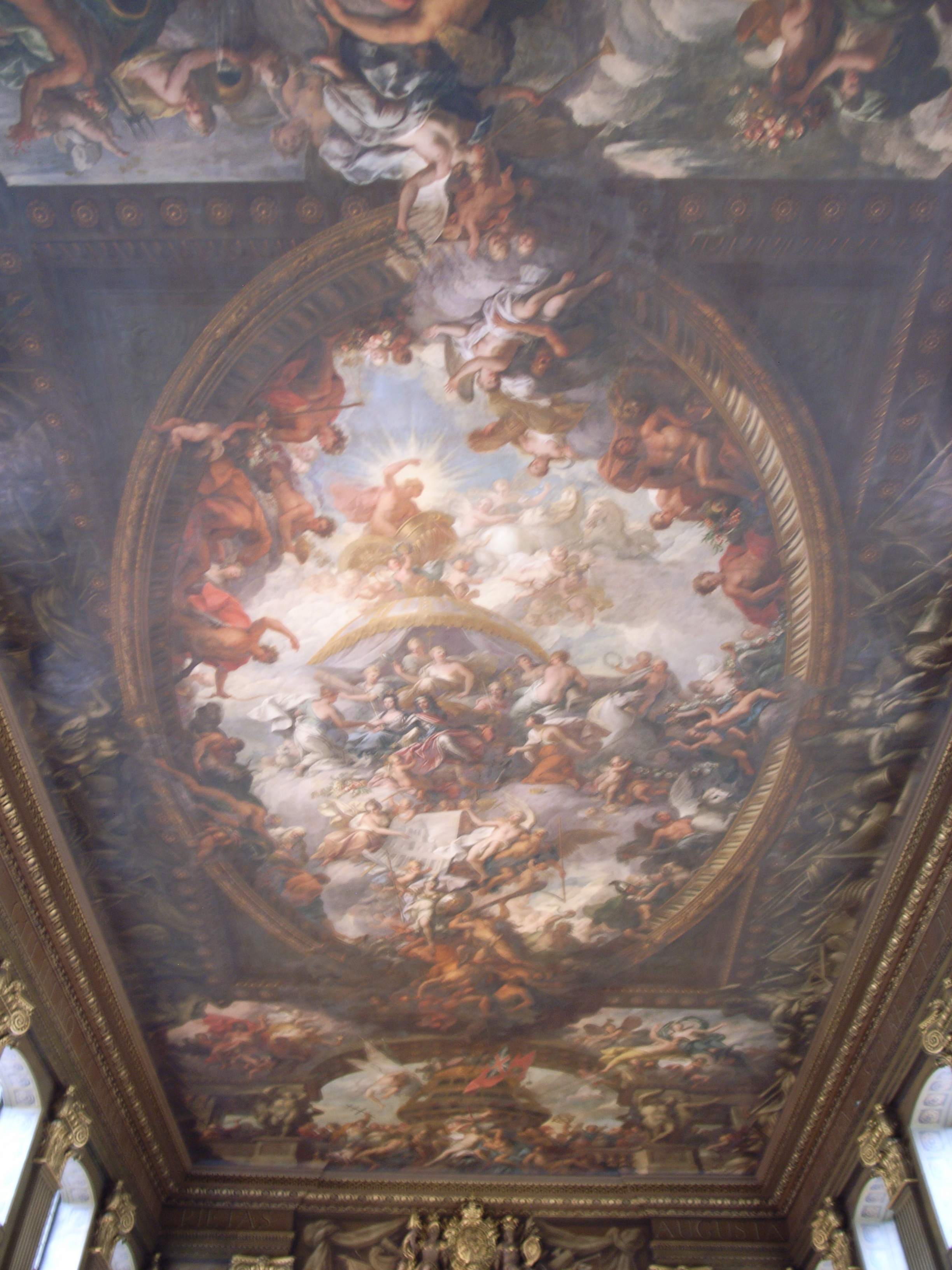
天井画
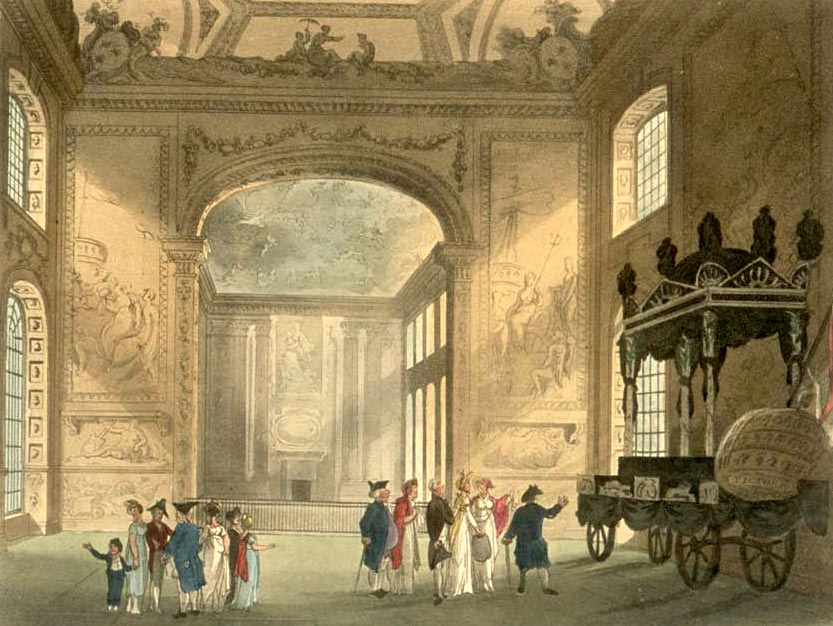
グリニッジ病院内を描いた銅版画（1810年)
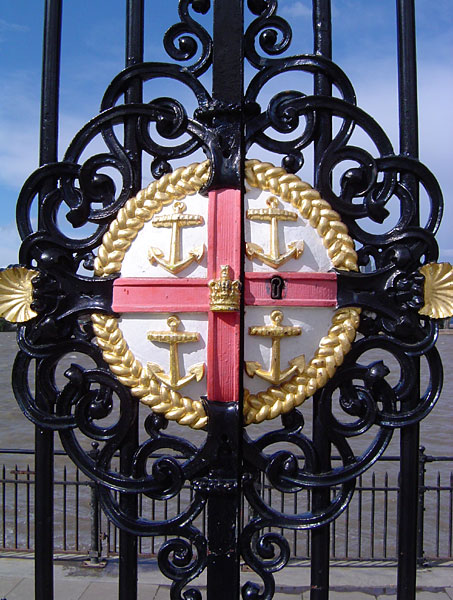
グリニッジ病院の門